# Phantasy Star Universe
Phantasy Star Universe (jap. ファンタシースターユニバース Fantashī Sutā Yunibāsu) – komputerowa fabularna gra akcji stworzona w 2006 roku przez Sonic Team i wydana przez Segę. Ukazała się na platformach Windows, PlayStation 2 i Xbox 360. Głównym kreatorem był Yuji Naka. Phantasy Star Universe tematyką jest podobna do gry Phantasy Star Online.

## Historia
Wszystko zaczyna się w fikcyjnym układzie słonecznym Gurhal, a w nim znajdują się trzy planety Parum, Neudaiz i Moatoob. Tam od stuleci toczą się konflikty między rasami. Jednak po ostatecznych konfliktach sto lat przed akcją gry planety zawarły unię i dzięki temu powstały armie sojusznicze, a razem z nimi nastał pokój w Gurhal.
Głównym bohaterem gry jest Ethan Weber, młody siedemnastoletni chłopak. Razem ze swoją młodszą siostrą o imieniu Lumia wybierają się na ceremonię z okazji setnej rocznicy zawarcia sojuszu na Kolonii Strażników. Uroczystość zostaje przerwana przez siejący zniszczenie deszcz meteorytów. Podczas ewakuacji w jednym z korytarzy odłupuje się duży kawał sufitu, który oddziela Ethana od Lumii. Ethan biegnie szukać pomocy i spotyka Strażnika o imieniu Leo. W tym momencie oboje zostają zaatakowani przez osobliwe stworzenie. Leo zostaje sparaliżowany i oddaje swój pistolet Ethanowi, który musi ruszyć do walki z nowymi potworami. Leo później mówi Ethanowi, żeby znalazł siostrę i że grupa ratownicza jest w drodze.
Po zabiciu wielu kreatur i uratowaniu ludzi, Ethan znajduje Lumię i razem opuszczają stację. Po konwersacji między Leo i Ethanem, Ethan przyznaje się, że nie lubi Strażników, ponieważ jego ojciec zginął podczas jednej z misji. Leo pod wrażeniem umiejętności Ethana namawia go do tego, żeby dołączył do Strażników. Ethan i jego klasowy kolega Hyuga są trenowani przez Strażniczkę Karen, która prowadzi ich przeciw Nasionom, potworom pochodzącym z meteorytów. Po zatrudnieniu do misji towarzyszenia pewnemu naukowcowi do Reliktu, miejsca dawno wymarłej cywilizacji, znajdują tam Nasiona napędzane przez energetyczny minerał (A-photon) używany w przeszłości, który ponownie teraz został odkryty przez układ słoneczny. Karen dowiaduje się, że jest siostrą Boskiej Przepowiedni (Divine Maiden), czyli proroka Świętego Światła i zajmuje jej miejsce gdy jest siostra, Mirei ginie z ręki jej ojca, który chciał zabić Karen, żeby wzmocnić moc jej siostry.
Po zaznajomieniu się z piratami oraz bitwie z robotami, Ethan złości się na Casta, robota o wysokiej inteligencji, który przewodził firmie Endrum Collective i porywał naukowców, który wiedzieli o wysokoenergetycznym surowcu. Po tym jak Ethan i pirat Afort Taylor zabijają Magashiego (szefa Endrum Collective), Ethan pomaga uruchomić starożytną broń wymarłej cywilizacji użytej do wyeliminowania Nasion przed ich rozprzestrzenieniem się. 
Ethan później gromadzi sojuszników przeciw rozkazom Strażników do zaatakowania ostatniej forpoczty Nasion, ponieważ przetrzymywani są tam jego dwaj przyjaciele i naukowcy. W tej forpoczcie Magashi zostaje sprowadzony do życia przez Nasiona, gdzie w rzeczywistości jest Castem, który jest wcieleniem Ciemnych Mocy, który samodzielnie kontroluje Nasiona i wszystko co jest nimi zainfekowane. Z pomocą Karen, Leo i Tonnio, Ethan pokonuje Magashiego raz na zawsze.

## Phantasy Star Universe: Ambition of the Illuminus
Gra Phantasy Star Universe jest kontynuowana przez wydany w roku 2008 dodatek Phantasy Star Universe: Ambition of the Illuminus. Gracze w tej części sami tworzą swojego bohatera i przejmują rolę instruktora do trenowania młodszych rekrutów, a podczas gry dowiadują się o "wytwórni ludzi" o nazwie Illuminus. Razem z nowymi misjami wprowadzane są nowe bronie, fotonowe sztuki walki, klasy, wrogowie, bossowie i inne. Osoba stworzona przez gracza jest głównym bohaterem. W Phantasy Star Universe gracz patrzył oczami Ethana Webera. W Ambition of the Illuminus gracze używają swojej własnej postaci do wprowadzenia pokoju w Systemie Gurhal.